# Laetitia Calmeyn
Marie Laetitia Calmeyn (* 6. September 1975 in Brüssel) ist eine belgische römisch-katholische Theologin.

## Leben
Laetitia Calmeyn war nach einer Ausbildung in Krankenpflege zunächst von 1996 bis 1999 als Krankenschwester in Palliativmedizin in der Deux-Alice-Klinik in Brüssel tätig. Sie graduierte 2002 in Theologie und 2004 in kanonischem Recht am Institut für Theologische Studien in Brüssel. Am Päpstlichen Institut Johannes Paul II. für Studien zu Ehe und Familie in Rom wurde sie 2009 mit der Dissertation „Das Wort in der Geschichte und die Symbolik der Handlung. Essay über die theologischen Prinzipien und Grundlagen der Moral nach dem Werk von Pater Albert Chapelle SJ“ in Theologie mit Auszeichnung promoviert.
Von 2009 bis 2018 lehrte Laetitia Calmeyn am Collège des Bernardins in Paris und war Außerordentliche Professorin für theologische Anthropologie und grundlegende Moraltheologie an der Fakultät Notre Dame.
2018 wurde sie von Papst Franziskus zur Konsultorin der Kongregation für die Glaubenslehre ernannt, ebenso wie Michelina Tenace und Linda Ghisoni.
Laetitia Calmeyn steht im Stand einer Geweihten Jungfrau in der Diözese von Paris; die Weihe in Notre-Dame-des-Victoires fand am 23. Juni 2013 statt.

## Wirken
Ab 1998 engagierte sie sich bei der Gemeinschaft von La Viale («Communauté de La Viale»), einem Projekt der Jesuiten, für die Organisation von Exerzitien für Jugendliche (1998–2001) und unterrichtete Katholische Religion an der Europäischen Schule in Brüssel (1999–2000). Calmeyn gab zwischen 1998 und 2009 verschiedene Kurse, beispielsweise der Enzykliken Veritatis splendor und Evangelium vitae für Nachwuchsmanager, ein Seminar über das Johannesevangelium für die Klarissen im Kloster in Malonne bei Namur und moraltheologische Kurse für die Gemeinschaften von Jerusalem in Brüssel.
Sie hat zahlreiche wissenschaftliche Arbeiten veröffentlicht.